# Garden Ridge
Garden Ridge è un centro abitato degli Stati Uniti d'America, situato nella contea di Comal dello Stato del Texas. Fa parte dell'area metropolitana di San Antonio.

## Geografia fisica
Garden Ridge è situata a 29°37′59″N 98°17′57″W, 19 miglia a nord est del centro di San Antonio.
Secondo lo United States Census Bureau, ha un'area totale di 8,1 miglia quadrate (21 km²), di cui 7,9 miglia quadrate (20 km²) di terreno e 0,2 miglia quadrate (0,52 km², 2.11%) d'acqua.

## Società

### Evoluzione demografica
Secondo il censimento del 2000, c'erano 1.882 persone, 704 nuclei familiari e 622 famiglie residenti nella città. La densità di popolazione era di 238,9 persone per miglio quadrato (92,2/km²). C'erano 722 unità abitative a una densità media di 91,7 per miglio quadrato (35,4/km²). La composizione etnica della città era formata dal 93,84% di bianchi, il 2,23% di afroamericani, lo 0,11% di nativi americani, l'1,12% di asiatici, lo 0,11% di isolani del Pacifico, l'1,43% di altre razze, e l'1,17% di due o più etnie. Ispanici o latinos di qualunque razza erano il 7,55% della popolazione.
Secondo il censimento del 2010 c'erano 3.259 persone living in Garden Ridge.
C'erano 704 nuclei familiari di cui il 29,7% aveva figli di età inferiore ai 18 anni, l'83,7% erano coppie sposate conviventi, il 3,8% aveva un capofamiglia femmina senza marito, e l'11,6% erano non-famiglie. Il 9,2% di tutti i nuclei familiari erano individuali e il 4,7% aveva componenti con un'età di 65 anni o più che vivevano da soli. Il numero di componenti medio di un nucleo familiare era di 2,67 e quello di una famiglia era di 2,85.
La popolazione era composta dal 22,5% di persone sotto i 18 anni, il 4,1% di persone dai 18 ai 24 anni, il 18,3% di persone dai 25 ai 44 anni, il 40,1% di persone dai 45 ai 64 anni, e il 14,9% di persone di 65 anni o più. L'età media era di 47 anni. Per ogni 100 femmine c'erano 100,9 maschi. Per ogni 100 femmine dai 18 anni in giù, c'erano 96,0 maschi.
Il reddito medio di un nucleo familiare era di 90.184 dollari, e quello di una famiglia era di 92.269 dollari. I maschi avevano un reddito medio di 68.750 dollari contro i 37.708 dollari delle femmine. Il reddito pro capite era di 40.201 dollari. Circa l'1,6% delle famiglie e l'1,8% della popolazione erano sotto la soglia di povertà, incluso l'1,3% di persone sotto i 18 anni e il 4,0% di persone di 65 anni o più.